# Akustischer Wirkungsgrad
Der akustische Wirkungsgrad (engl. acoustic efficiency) ist bei Schallquellen das Verhältnis zwischen der zum Zwecke der Schallerzeugung aufgenommenen elektrischen oder mechanischen Leistung und der abgestrahlten Schallleistung. Analog zum allgemeinen Wirkungsgrad wird auch der akustische Wirkungsgrad mit η (Eta) bezeichnet und kann ebenso wie dieser Werte zwischen 0 und 1 annehmen (entsprechend 0 bis 100 %).
{\displaystyle \eta ={\frac {P_{\mathrm {ak} }}{P_{\mathrm {el} }}}\,}
mit:
Pak = abgegebene akustische Leistung
Pel = aufgenommene elektrische oder mechanische Leistung
Bei Vorrichtungen, deren Zweck es nicht ist, Schall zu erzeugen, sondern bei denen der erzeugte Schall eine unerwünschte Nebenerscheinung ist, nennt man das Verhältnis der beiden Leistungen nicht Wirkungsgrad, sondern Umsetzungsgrad. Ein Beispiel dafür sind Maschinengeräusche.

## Beispiele für den akustischen Wirkungsgrad einiger Schallquellen
| Schallquelle      | Akustischer Wirkungsgrad |
| ----------------- | ------------------------ |
| Elektromotor      | 10−8                     |
| Getriebe          | 10−7                     |
| Ventilator        | 10−6                     |
| Gasturbine        | 10−5                     |
| Verbrennungsmotor | 10−4                     |
| Propellerflugzeug | 10−3                     |
| Lautsprecher      | 10−2                     |
| Sirene            | 10−1                     |

Von diesen Schallquellen muss notwendigerweise nur die Sirene und der Lautsprecher unbedingt hochpegeligen Nutzschall abgeben.

## Angabe des akustischen Wirkungsgrads bei Lautsprecherdaten
Akustischer Wirkungsgrad η eines Lautsprechers:
{\displaystyle \eta ={\frac {P_{\mathrm {ak} }}{P_{\mathrm {el} }}}\,}
mit:
Pak = abgegebene akustische Leistung
Pel = zugeführte elektrische Leistung
Die Definition des akustischen Wirkungsgrads stimmt mit der des akustischen Umsetzungsgrads überein.
In den Lautsprecherdaten wird nie der sehr niedrige Wirkungsgrad in Prozent angegeben, sondern der Kennschalldruckpegel in dB/W/m, der unrichtig mit „Wirkungsgrad“ bezeichnet wird. Der Wirkungsgrad liegt zwischen 0,002 und 0,02 – also nur zwischen 0,2 und 2 Prozent. Er kann in den Kennschalldruck umgerechnet werden:
{\displaystyle {\text{Kennschalldruckpegel in dB}}=112+10\cdot \log _{10}({\text{Wirkungsgrad}})\,}